# Lonny Neumann
Lonny Neumann, geb. Behnke (* 27. Juni 1934 in Prenzlau), ist eine deutsche Schriftstellerin.

## Leben und Wirken
Lonny Neumann wuchs in Strasburg (Uckermark) bei den Großeltern auf,  besuchte dort, inzwischen adoptiert, nun als Lonny Henning die Volks- und Mittelschule und von 1948 bis 1952 die Oberschule in Prenzlau. Von 1952 bis 1954 studierte sie am Institut für Lehrerbildung in Frankfurt (Oder) und in Potsdam und absolvierte ein Fernstudium für das Fach Deutsch. Sie arbeitete als Lehrerin in Potsdam, ein Jahr am Zentralinstitut für Bibliothekswesen und von 1965 bis 1970 an der Internatsoberschule Seewalde.
Als die Schule, die sich der Begabtenförderung für eine Elite verschrieben hatte, in eine Kindergärtnerinnenschule umgewandelt wurde, verließ Lonny Neumann die Einrichtung und blieb Hausfrau. In Seewalde hatte sie erste Veröffentlichungen von Erzählungen, Porträts und Reportagen in der NDL, in Anthologien  und Zeitschriften.
Sie studierte von 1974 bis 1977 am Literaturinstitut Leipzig. 1980 zog Lonny Neumann nach Potsdam und war von 1992 bis 1994 als wissenschaftliche Mitarbeiterin an der Universität Potsdam tätig. Sie arbeitete an einem Symposium für den zweimal in seiner Stadt verfemten Dichter Hermann Kasack und erstellte eine Konzeption für die Ausstellung über dessen Leben und Werk.
1995 studierte sie an der Ausländeruniversität Perugia und erhielt 1999 und 2004 das Wiepersdorfstipendium des Landes Brandenburg. Lonny Neumann führt seit 1963 Tagebuch mit wechselnden Schwerpunkten. Gegenwärtig werden  einige Kapitel daraus  als „Sommerblätter“ zu einem Essaytagebuch bearbeitet.
Sie ist Mutter von drei Töchtern.

## Werke
- Vier Stationen hinter der Stadt. Erzählungen. Mitteldeutscher Verlag, Halle (Saale) 1976.
- Tina entdeckt das Meer. (= Die kleinen Trompeterbücher. Band 143). Kinderbuchverlag Berlin, 1980.
- Hexen gibt es nicht. (= Die kleinen Trompeterbücher. Band 169). Kinderbuchverlag Berlin 1984.
- Hermann Kasack (1896–1966) in Potsdam. (= Frankfurter Buntbücher. Band 9). Kleist-Gedenk- und Forschungsstätte Frankfurt (Oder), 1993.
- Hermann Kasack – Leben und Werk. (= Forschungen zur Literaturgeschichte. Band 42). Symposium 1993 in Potsdam (Mitherausgeberin). Peter Lang AG, 1994, ISBN 3-631-46952-7.
- Der andere Lehrer. Reformpädagogische Bestrebungen im Umfeld der entschiedenen Schulreformer und ihre Nachwirkungen, auch auf die Erziehung behinderter und benachteiligter Schüler. Institut für Sonderpädagogik Potsdam, 1995.
- Der Stein. Roman. Auwald-Verlag, Essen 2000, ISBN 3-933635-13-6.
- Grüne Glasscherben. Eine Kindheit im Norden, Autobiografische Erzählung. Märkischer Verlag, Wilhelmshorst 2006, ISBN 3-931329-45-3.
- Aus Jahr und Tag. Wie Hanna Nein sagen lernte. Edition digital, Pinnow 2016, ISBN 978-3-95655-739-2.